# Zacco (geslacht)
Zacco is een geslacht van straalvinnige vissen uit de familie van eigenlijke karpers (Cyprinidae).

## Soorten
- Zacco chengtui Kimura, 1934
- Zacco platypus (Temminck & Schlegel, 1846)
- Zacco taliensis (Regan, 1907)